# يوشيكازو ياسوهيكو
يوشيكازو ياسوهيكو (باليابانية: 安彦良和) (9 ديسمبر 1947، إنغارو في اليابان)؛ مخرج أفلام، مانغاكا، رسام توضيحي، كاتب سيناريو، رسام رسوم متحركة وروائي ياباني.

## روابط خارجية
- يوشيكازو ياسوهيكو على موقع IMDb (الإنجليزية)
- يوشيكازو ياسوهيكو على موقع ألو سيني (الفرنسية)
- يوشيكازو ياسوهيكو على موقع ميوزك برينز (الإنجليزية)
- يوشيكازو ياسوهيكو على موقع أول موفي (الإنجليزية)
- يوشيكازو ياسوهيكو على موقع قاعدة بيانات الأفلام السويدية (السويدية)
- يوشيكازو ياسوهيكو على موقع قاعدة بيانات الفيلم (الإنجليزية)
- يوشيكازو ياسوهيكو على موقع كينوبويسك (الروسية)
- يوشيكازو ياسوهيكو على موقع ANN person (الإنجليزية)